# CIE
CIE (initialförkortning av fr. Commission Internationale de l'Éclairage, sv. Internationella kommissionen för belysning eller Internationella belysningskommissionen), är en sammanslutning av belysnings- och ljusexperter.
CIE har accepterats av Internationella standardiseringsorganisationen (ISO) som expertorgan inom detta område. Man publicerar standarder, tekniska rapporter och forskningsöversikter inom belysningsområdet.
CIE:s arbete med ljusteknikfrågor är uppdelat på sju avdelningar (eng. divisions) enligt nedan
1. Synsinnet, färguppfattning, beskrivning av färger (Vision and Colour)
2. Mätning av egenskaper hos synligt och osynligt ljus (Measurement of Light and Radiation)
3. Inomhusbelysning (Interior Environment and Lighting Design)
4. Belysning och ljussignaler för trafik och transport (Lighting and Signalling for Transport)
5. Utomhusbelysing (Exterior Lighting and Other Applications)
6. Ljusets inverkan i biologiskt (Photobiology) och kemiskt avseende.
7. Rubriken används ej f.n. (General Aspects of Lighting)
8. Bilder, i alla (ljustekniska) aspekter (Image Technology)

Man har huvudkontoret i Wien, Österrike, och finns i Sverige genom Svenska Nationalkommittén av CIE hos Ljuskultur i Stockholm.

## CIE:s bidrag till färgforskningen
Under 1931, då CIE blev upprättat, antog kommissionen att det skulle finnas ett system för siffermässig specifikation av färger utifrån reflekterat ljus. CIE har därefter haft stor betydelse för hur färger kan beskrivas och mätas.
Under första hälften av 1900-talet genomfördes en omfattande forskning på hur människor uppfattar färger. Denna data ledde 1931 fram till CIE:s 2-graders standardobservatör för kolorimetri, som skulle representera ett genomsnittligt mänskligt färgseende.
Med hjälp av denna data kunde sedan färgstimulus beskrivas på kolorimetrisk väg, främst genom de tre tristimulusvärdena X, Y, Z som utgör koordinaterna i färgrymden CIEXYZ som också fastställdes av CIE 1931.
1964 fastställde CIE ytterligare en standardobservatör, CIE:s 10-graders standardobservatör för kolorimetri, som gäller för färgstimulus som täcker en större del av synfältet än hos tidigare observatörer. Denna data kan användas för att bestämma de tre tristimulusvärdena X10, Y10, Z10.
CIE har dessutom utvecklat ett antal färgrymder, bl.a. CIELAB-färgrymden (med koordinaterna L*, a*, b*), CIE 1964 jämnfördelade färgrymd (koordinaterna U*, V*, W*) och CIELUV (med koordinaterna L*, u*, v*), som alla är matematiska varianter av CIEXYZ-färgrymden. I dessa färgrymder kan sedan färgskillnader beräknas mellan två färgkoordinater.
Vidare har CIE fastslagit en rad standardljustyper (data som beskriver teoretiska ljuskällor) och standardljuskällor (data som beskriver praktiska, fysiska ljuskällor), såsom D50, D65, C och A.

## International Lighting Vocabulary
CIE har (tillsammans med IEC (International Electrotechnical Commission)) publicerat International Lighting Vocabulary (CIE 17.4-1987; IEC Publ. 50 (845)) – en ordlista inom belysningsområdet. En ny utgåva utkom 2011.
International Lighting Vocabulary från 1987 finns fritt att tillgå genom IEC på Electropedia.org under rubriken "845: Lighting", och innehåller definitioner på engelska och franska samt motsvarande termer på svenska, arabiska, tyska, italienska, japanska, polska, portugisiska och spanska.
Ordlistan innefattar följande områden i fjärde utgåvan från 1987 (observera att översättningarna inom parentes inte är officiella):
1. Radiation, quantities and units (Strålning, storheter och enheter)
2. Vision, colour rendering (Seende, färgåtergivning)
3. Colorimetry (Kolorimetri)
4. Emission, optical properties of materials (Emission, optiska egenskaper hos material)
5. Radiometric, photometric and colorimetric measurements : physical detectors (Radiometriska, fotometriska och kolorimetriska mätningar: fysikaliska detektorer)
6. Actinic effects of optical radiation (Aktinisk verkan hos optisk strålning)
7. Light sources (Ljuskällor)
8. Components of lamps and auxiliary apparatus (Lampkomponenter och tillbehör)
9. Lighting technology, day lighting (Belysningsteknik, dagbelysning)
10. Luminaires and their components (Ljusarmaturer och deras komponenter)
11. Visual signalling (Visuell signalering)

Jämför med CIE:s information om publikationen CIE 17.4-1987
I 2011 års utgåva är termerna inte längre grupperade efter område.

## Se vidare
- CIE:s internationella hemsida